# Таль-Коат, Пьер
Пьер Таль-Коат (фр. Pierre Tal-Coat, собственно Пьер-Луи Жакоб; 12 декабря 1905, Клоар-Карноэ, Бретань − 12 июня 1985, Вернон, департамент Эр) — французский живописец, график, художник книги, один из основателей ташизма, французской версии абстрактного экспрессионизма.

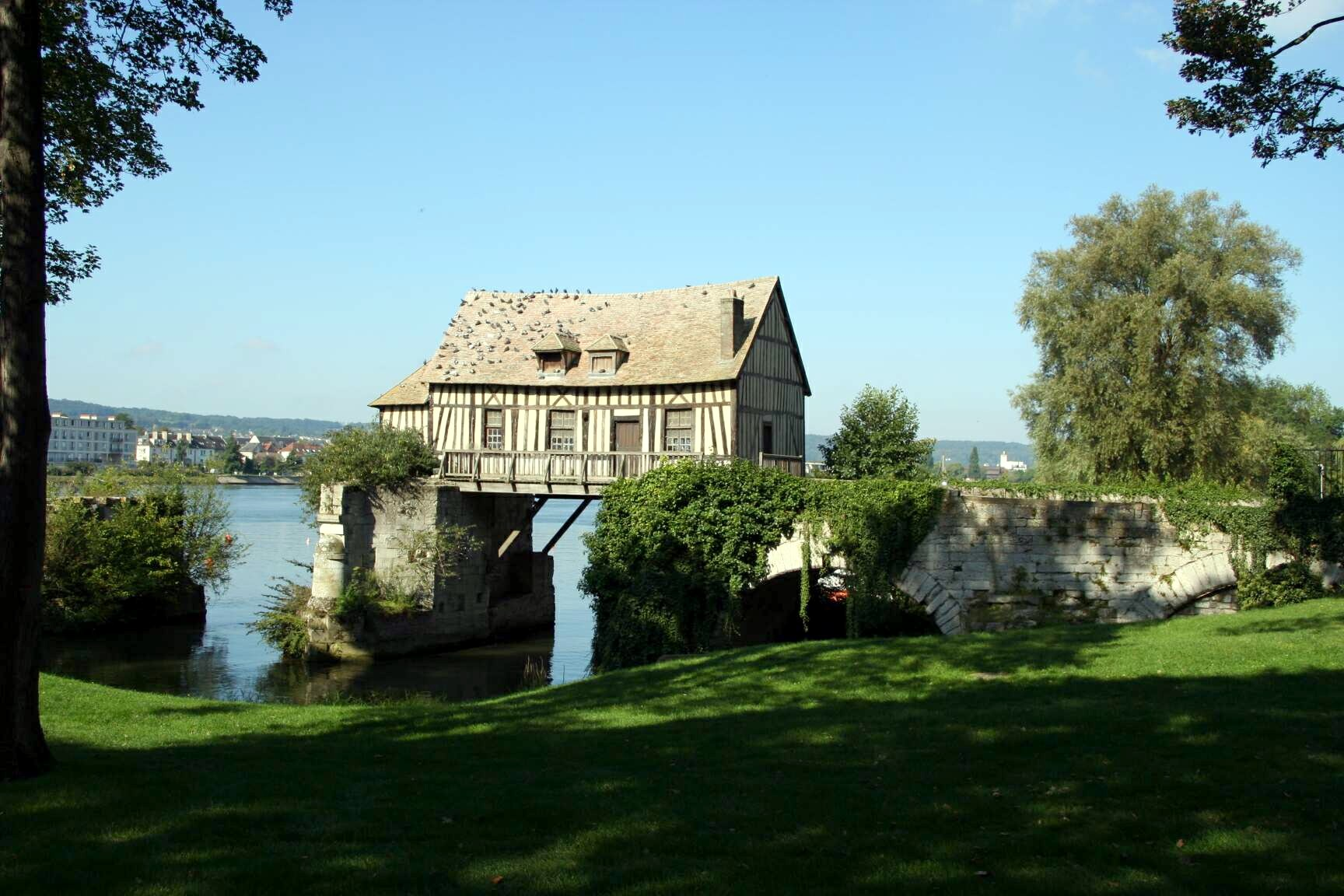
Вернон, Старая мельница

## Биография
Родился и вырос в Бретани (его псевдоним, который он избрал, чтобы его не путали с поэтом Максом Жакобом, по-бретонски значит «деревянная башка»). Его отец был рыбаком. Пьер посещал начальную школу с 1912 по 1914 год. В 1915 году во время Первой мировой войны его отец был убит. В 1918 году он получил образование кузнеца, начал заниматься дизайном и лепкой, получил национальную стипендию. В 1924 году стал работать декоратором на фаянсовой мануфактуре Keraluc в Кемпере, создавая персонажей и пейзажи сельской местности Бретани. 
В 1924 году поселившись в Париже, начинает работать формовщиком на Севрской мануфактуре и знакомится с художником Эмилем Компаром. В 1925 и 1926 годах проходил военную службу кирасиром в Париже.
В 1927 году Пьер-Луи Жакоб проводит свою первую персональную выставку в парижской галерее Galerie AG Fabre. Он выставляется под псевдонимом Tal-Coat (Деревянное лицо на бретонском), который в дальнейшем использовал на протяжении всей жизни, чтобы избежать путаницы с поэтом Максом Жакобом.
Вернувшись в Париж в 1930 году, после пребывания в Бретани, художник писал фигуративные, очень простые картины, портреты женщин, автопортреты и пейзажи. С 1932 по 1939 год Таль-Коат является участником группы «Новые силы», художественного объединения, выступавшего за возвращение к живописной традиции «пылкого контакта с природой». 
В 1936 году Пьер Таль-Коат протестует против гражданской войны в Испании своей серией работ «Резня». В 1940 году он становится другом Джакометти и знакомится с Бальтюсом, Антоненом Арто и Тцарой. 
Демобилизовавшись в 1940 году, художник поселился в Экс-ан-Провансе, ставшем прибежищем многих художников, в том числе Андре Маршана, Шарля-Альбера Сингриа и Блеза Сандрара.
В 1941 году Пьер Таль-Коат принял участие в выставке «Двадцать молодых художников французской традиции», организованной Жаном Базеном и выставленной в Galerie de France в 1943 году. 
Вернувшись в Париж в 1945 году, он принял участие в первой выставке Salon de mai. В следующем году Пьер Таль-Коат вернулся в Экс-ан-Прованс, остановившись в замке Нуар, где Сезанн останавливался, когда рисовал в Ле-Толоне и познакомился с Андре Массоном, философом Анри Мальдине и поэтом Андре дю Буше, которые стали его близкими друзьями. 
К этому времени живопись Таль-Коата становится абстрактной. Наряду с художниками новой Парижской школы, Galerie de France (с 1943 по 1965 год), галерея Маг (с 1954 по 1974 год), Benador (с 1970 по 1980 год), галереи HM, галереи Clivage и Berthet — все регулярно выставляются его картины. В 1956 году шесть картин художника были показаны на Венецианской биеннале. 
В 1963 году Таль-Коат сотрудничал с Хуаном Миро и Раулем Юбаком в создании фонда Маг. Он разработал настенную мозаику для входа в 1968 году и получил Большую национальную премию по изобразительному искусству.  
Крупная ретроспективная выставка, посвященная творчеству Пера Таль-Коата прошла в Гран-Пале в Париже в 1976 году .
В 1961 году Таль-Коат приобрел здание картезианского ордена в Сен-Пьер-де-Байеулль около Вернона, в Нормандии, где умер летом 1985 года.

## Творчество и признание
Развивал достижения ташизма и абстрактного экспрессионизма, в натюрмортах испытал влияние Шардена, Сезанна, Сутина. Иллюстрировал книги Андре дю Буше, Филиппа Жакоте, Клода Эстебана, Мориса Бланшо. Работы Таль-Коата были представлены на кассельской documenta 1955 и 1959. Лауреат Большой национальной премии по изобразительному искусству (1968). В старинном бретонском городке Эннебон (фр. Hennebont) открыт музей Таль-Коата.